# Rhombaphalara insolita
Rhombaphalara insolita är en insektsart som beskrevs av Burckhardt och Mifsud 1998. Rhombaphalara insolita ingår i släktet Rhombaphalara och familjen rundbladloppor. Inga underarter finns listade i Catalogue of Life.